# Лотман, Михаил Юрьевич
Михаи́л Ю́рьевич Ло́тман (эст. Mihhail Lotman; род. 2 сентября 1952, Ленинград) — эстонский литературовед и политический деятель, сын литературоведов Юрия Лотмана и Зары Минц. С 30 июня 2011 года по 29 октября 2013 года занимал пост председателя городского собрания Тарту.
Область исследований Михаила Лотмана охватывает общую семиотику, культурную семиотику, теорию текста и историю русской литературы. В 1988—1994 г. был членом правления Русского культурного общества в Эстонии. Является профессором семиотики и литературоведения Таллинского университета, член исследовательской группы по семиотике Тартуского университета.
В последние годы активно занялся политикой, был членом Рийгикогу (эстонского парламента) от консервативной партии Res Publica.
В 2010 году выступил в поддержку романа Софи Оксанен «Очищение».
В 2022 году был одним из инициаторов законопроекта о лишении граждан России и Беларуси права голоса на муниципальных выборах

## Награды
- Орден Белой звезды 2 класса (4 февраля 2015 года)[4]
- Медаль ордена Белой звезды (2 февраля 2001 года)[5].
- Крест «За заслуги» (2021 год, Министерство иностранных дел Эстонии)[6]